# 목 (행정 구역)
목(牧)은 중국과 한반도의 남북국 시대, 고려 시대, 조선 시대에, 큰 고을에 두었던 지방 행정 단위이다.

## 고려의 목
고려 시대의 지방 행정 구역으로, 목에는 정3품의 목사(牧使)를 두어 부속된 여러 고을을 관리케 하였다.
고려 초기에는 양주(楊州)·해주(海州)·광주(廣州)·충주(忠州)·청주(淸州)·공주(公州)·진주(晋州)·상주(尙州)·전주(全州)·나주(羅州)·승주(昇州)·황주(黃州) 등 12목을 두었다가 현종 9년(1018년)에 8목으로 개편하였다. 8목은 광주목·충주목·진주목·상주목·전주목·나주목·황주목·제주목을 말하며 이후로도 오래 계속되어왔다.

## 조선의 목

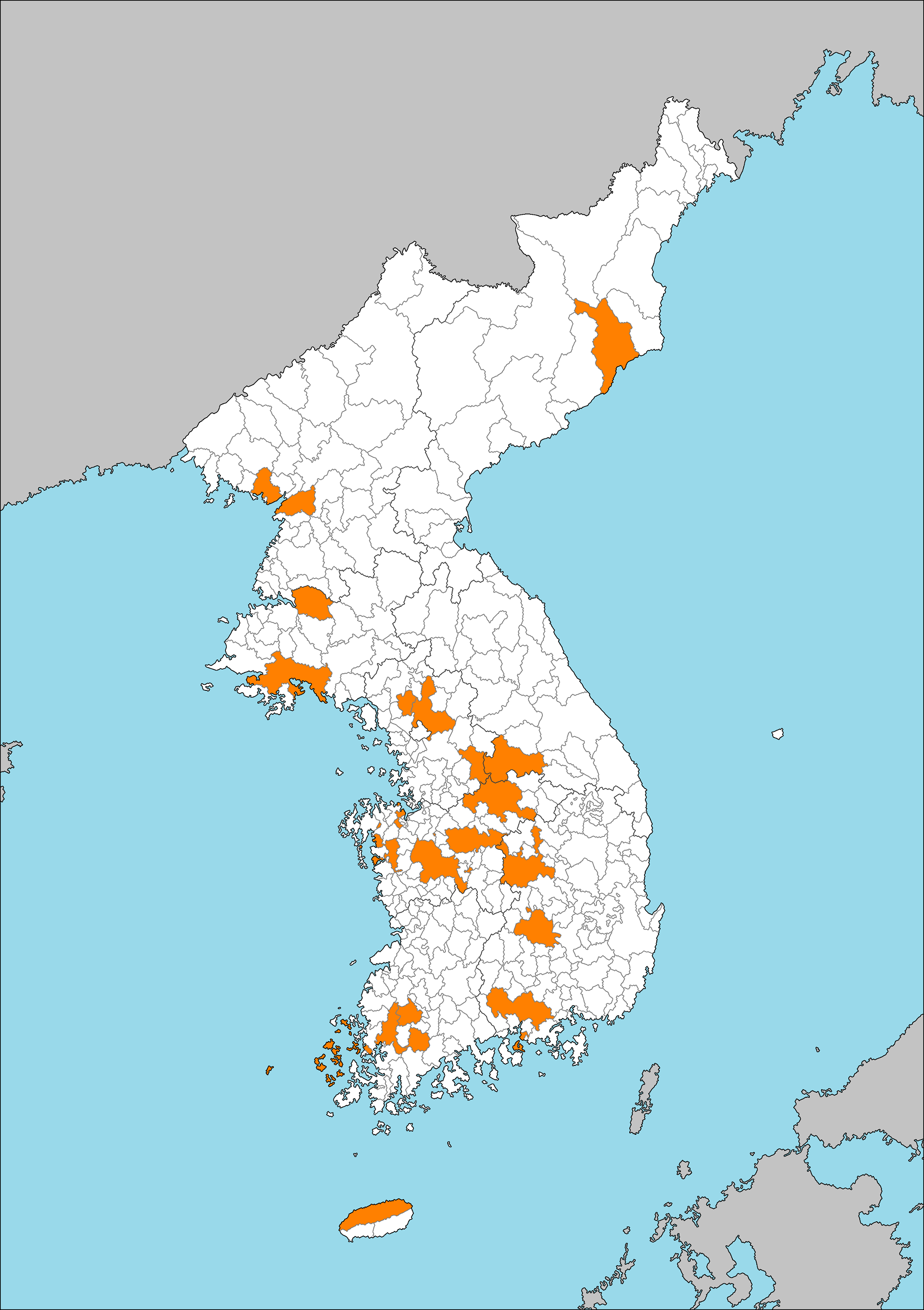

조선시대에 들어 몇몇 고을이 목으로 승격됨에 따라 조선 말기에는 목의 개수가 열아홉 곳까지 늘어났다. 다만, 일부는 순수한 고을의 크기와는 무관한 정치성 승격에 따른 결과였다(왕후의 본관 또는 고향이라 하여 승격된 파주목, 능주목 등).

## 같이 보기
- 부 (행정 구역)
- 대도호부
- 도호부
- 군 (행정 구역)
- 현 (행정 구역)
- 고려의 행정 구역
- 조선의 행정 구역
- 주 (행정 구역)
- 목사 (관직)